# 盈江柳安
盈江柳安（学名：Parashorea buchananii）是龙脑香科柳安属的一种大乔木，分布于缅甸和中国云南。

## 特征
盈江柳安通常高35至50米，胸径可达1.3米。其树皮呈棕灰色，上部具有浅纵裂，下部则呈块状剥落。小枝为浅红棕色，被有灰白色鳞片，具有显著的皮孔。叶片为革质，椭圆形，基部圆形，先端渐尖，侧脉13至18对，在背面明显突起，近平行于叶缘向顶端弯曲。
花序为圆锥形，密被灰黄色的鳞片状毛或绒毛。每朵花基部具有1对苞片，淡黄色，卵形或倒卵形，两面密被灰黄色的绒毛。果期时，宿存花萼增大，总果梗与小枝相似，浅红棕色，被灰白色鳞片，具稀疏的皮孔和显著的横裂。果实球形，密被灰白色鳞片，宿存果翅近等长，呈浅红棕色。